# Tipula (Savtshenkia) corsosignata
Tipula (Savtshenkia) corsosignata is een tweevleugelige uit de familie langpootmuggen (Tipulidae). De soort komt voor in het Palearctisch gebied.